# Vesno
Vesno, auch in der Schreibweise Wesno,  war ein syrisches Gewichtsmaß in Aleppo.
- 1 Vesno = 5 Rottoli/Rotoli = 3000 Drammen = 9500 Gramm
- 7 Vesno = 1 Cola/Kola = 35 Rottoli